# Den Atelier

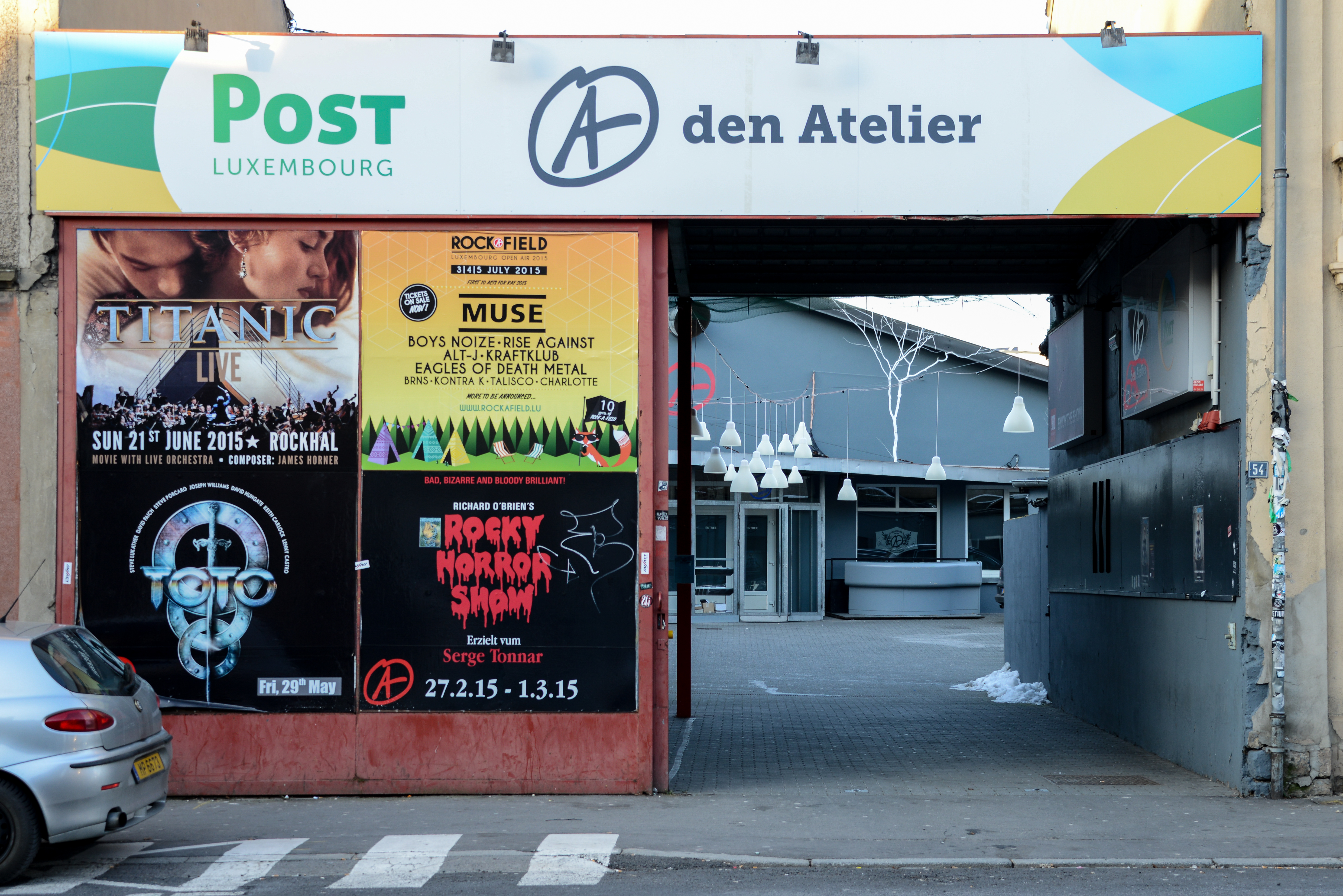
Den Atelier, februari 2015

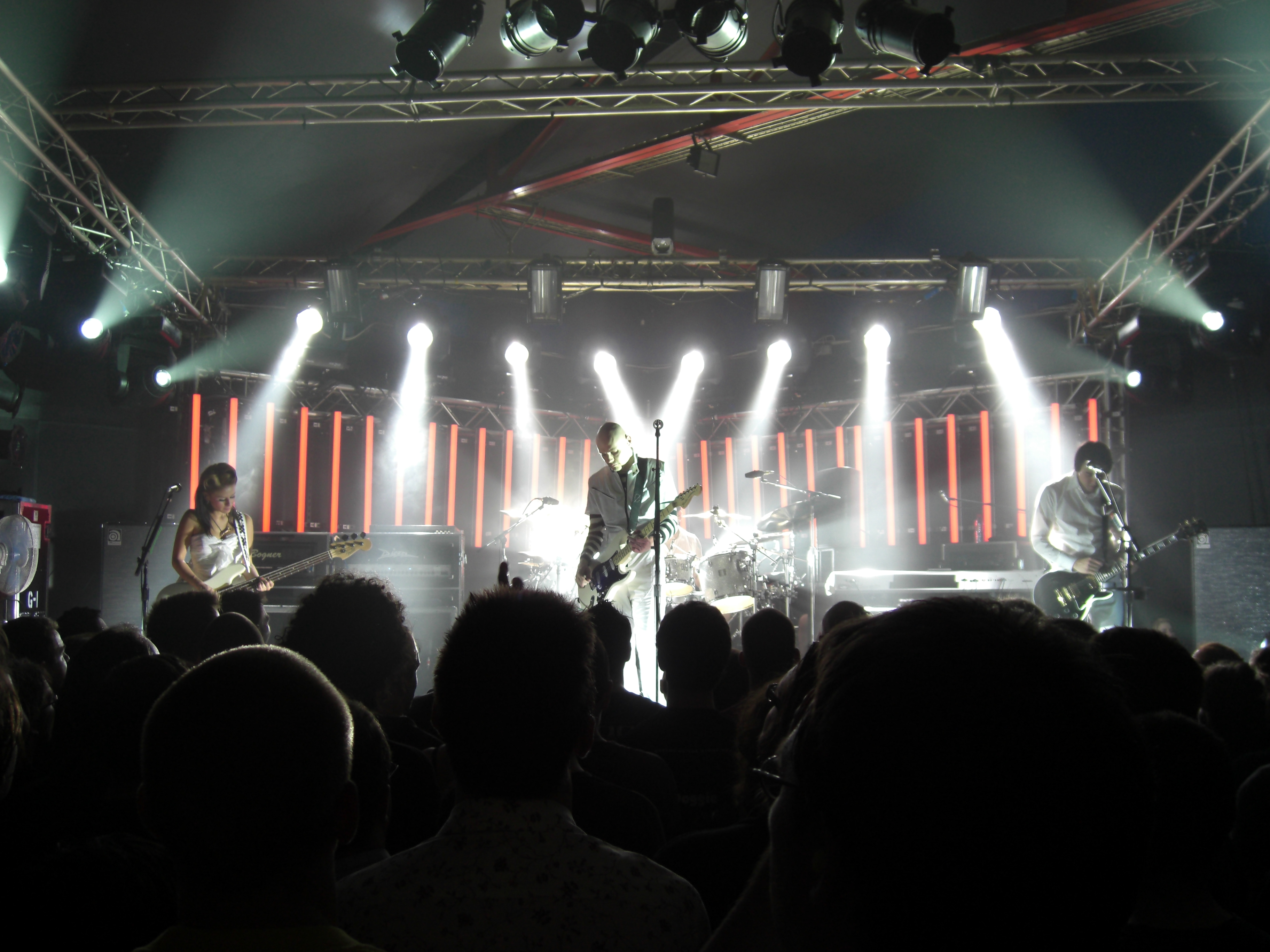
The Smashing Pumpkins gaven een een concert in Den Atelier op 24 mei 2007.

Den Atelier is een kleine concertzaal in de stad Luxemburg, gelegen in de wijk Hollerich. De naam is een knipoog naar het Luxemburgs (den) en het Frans (atelier). Deze voormalige Renault-garage werd in de zomer van 1995 omgebouwd tot concertzaal en opende op 23 oktober 1995 haar deuren voor het publiek.
De belangrijkste motivatie voor Den Atelier was het gebrek aan een goede concertzaal voor internationale rock-, alternatieve en indiebands in Luxemburg in de jaren negentig. De makers ervan bezochten regelmatig podia als de Ancienne Belgique in Brussel, Paradiso in Amsterdam en de Bataclan in Parijs. Daar vonden ze hun inspiratie voor de programmering voor Den Atelier.
Sinds de opening in 1995 hebben vele internationaal gerenommeerde artiesten opgetreden in Den Atelier; waaronder Amy Macdonald, Stefanie Heinzmann, Arctic Monkeys, Tori Amos, Blondie, Garbage, Avril Lavigne, The Corrs, Cyndi Lauper, Good Charlotte, Megadeth, Motörhead, Muse, Wolfmother, My Chemical Romance, Simple Plan, Queens of the Stone Age, Razorlight, Rob Zombie, Ministry, The Smashing Pumpkins, Joe Bonamassa, Foreigner, Marillion, Steve Lukather, Tarja, Epica, Glenn Hughes, Joe Satriani, Apocalyptica en Yoso. 
Sinds de komst van de Rockhal in Esch-sur-Alzette richt Den Atelier meer op intiemere concerten van Internationale artiesten, terwijl de grotere optreden in de Rockhal plaatsvinden.
Den Atelier organiseert sinds 2006 het Rock-A-Field festival in Roeser, Luxemburg.